# Pinky y Cerebro
Pinky y Cerebro son dos personajes de ficción de la serie de televisión animada Animaniacs. Posteriormente tuvieron su propia serie de televisión del mismo nombre, la cual fue producida por Steven Spielberg y Warner Bros. Animation. Pinky y Cerebro tuvo una duración de 65 episodios transmitidos entre 1995 y 1998, luego se crearía otra serie llamada Pinky, Elmyra and the Brain de 13 episodios.
Son dos ratones de laboratorio alterados genéticamente que viven en los laboratorios Acme. En cada episodio Cerebro idea un plan para tratar de conquistar al mundo junto a Pinky.
La serie ganó un Emmy en 1999.

## Personajes

### Cerebro

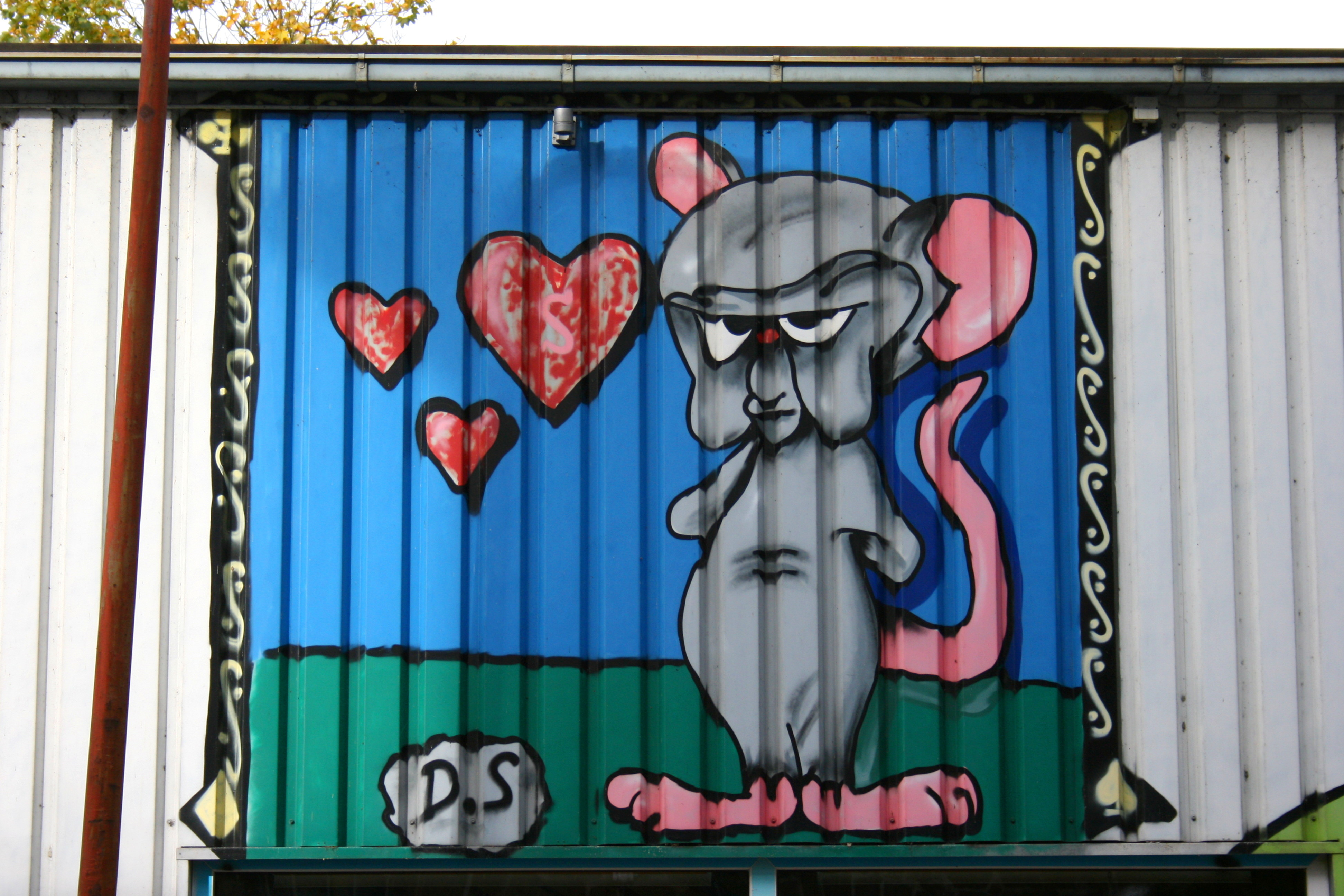
Mural de Cerebro en Altena, Alemania.

Cerebro es un ratón de gran inteligencia y deseos de conquista mundial. Su cola en forma de zig-zag le sirve para abrir la jaula donde vive, tiene una cabeza de gran tamaño debido a su cerebro. Su voz, hecha en inglés por Maurice Lamarche, está basada en Orson Welles. El doblaje en español de Hispanoamérica, estuvo a cargo del venezolano Orlando Noguera.
Su creación más exitosa es un traje robot de estilo Mecha que opera desde un puesto de mando que usa su propia cabeza como cabeza del mismo.
Debido a su tamaño, Cerebro tiene un complejo de Napoleón, lo cual impide el éxito de sus planes. Otras cosas que impiden que Cerebro conquiste el mundo son los errores de Pinky, la poca inteligencia de los humanos o simplemente mala suerte.

### Pinky

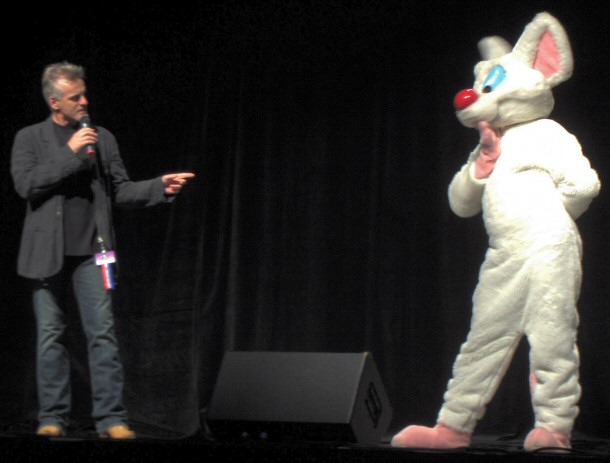
Rob Paulsen, voz de Pinky en inglés

Pinky es otro ratón alterado genéticamente, aunque menos inteligente que Cerebro.
Aunque la mayoría de las veces es insultado por Cerebro, disfruta pasar tiempo con él. Siempre le pregunta a Cerebro: Cerebro, ¿Qué vamos a hacer esta noche?, a lo que él responde: Lo mismo que hacemos todas las noches, Pinky, ¡Tratar de conquistar al mundo!"
Suele decir palabras sin significado alguno como un tic nervioso: Narf, Poit, Zort, Egart, etc. Y en ocasiones estas palabras ayudan o complican los planes de Cerebro

### Snowball
Snowball es un personaje ficticio de la serie Pinky y Cerebro, apareció por primera vez en el episodio 9 El rival de Cerebro, en ese episodio Snowball roba la idea de conquista mundial de Cerebro, luego compra la empresa ficticia "Microesponjas" (Parodia de Microsoft), perteneciente a Bill Grates, "el tonto más rico del mundo" (Parodia de Bill Gates), y por último compra el 51 por ciento del mundo haciéndose pasar por el mismo Grates (con un traje similar pero más avanzado que el de Cerebro), lo que permite que conquiste al mundo. Tras varios encuentros, Snowball decide regresar a Cerebro a su condición normal, pero Snowball cae en su propia trampa y frente a los horrorizados ojos de Cerebro, él es el que recupera la normalidad.
Es un hámster amarillo, viejo, con orejas puntiagudas y cabezón, con ojos y manos rosas, y con una nariz roja. Trata de conquistar el mundo al igual que Cerebro.
La historia de Snowball según Cerebro es la siguiente:

Mis días de infancia fueron gloriosos, cuando era niño yo era adorable, Snowball y yo nos hicimos buenos amigos, éramos como hermanos, yo siempre le hacía reír, pero todo cambió repentinamente [refiriéndose al momento cuando experimentaron con él y Snowball], los científicos querían hacernos más fuertes, rápidos, e inteligentes, luego yo quería conquistar al mundo [tras volverse inteligente], pero Snowball tenía una mente maligna, en poco tiempo, mi mejor amigo se fue.

### Larry
Es otro ratón modificado genéticamente agregado por exigencia de los ejecutivos de WB. Se le dio una apariencia y concepto similar al de Larry Fine, integrante de Los Tres Chiflados, con Cerebro parodiando a Moe Howard y Pinky ocupando un rol similar al de Curly o Shemp Howard en el episodio "Pinky y Cerebro...y Larry!"

### Romy
Romy (oficialmente Número Romano I) es un ratón producido con base en Clonación. Cerebro buscaba crear clones de sí mismo para que lo ayuden en sus planes, pero el primer ejemplar tuvo un fallo al incluir material genético de un tercero, al caer una uña de Pinky dentro de la máquina clonadora. El resultado fue un híbrido de Pinky y Cerebro, con rasgos de apariencia de ambos y una personalidad adolescente y rebelde, manifestándose a través de la pintura (firmando como Romy, con la R invertida). La relación entre los tres terminó resultando similar a una familia tipo, con Cerebro en el rol paterno y Pinky como una especie de madre.
También aparecieron diversas personalidades, destacándose el expresidente de los Estados Unidos Bill Clinton o el mismísimo Spielberg

## Producción

### Creación
Pinky y Cerebro fue inspirado por las personalidades peculiares de dos productores colegas de Tom Ruegger en Tiny Toon Adventures, quienes eran Eddie Fitzgerald y Tom Minton, respectivamente. Ruegger se preguntó qué pasaría si Minton y Fitzgerald trataran de apoderarse del mundo. Fitzgerald (quien también ha trabajado en Mighty Morphin Power Rangers y Ren y Stimpy) se dice que tiene constantemente el decir "Narf" y "Egad" en la oficina de producción de Tiny Toons. El crédito gag, para el episodio de Tiny Toon Adventures "Tú lo has querido" acredita Eddie Fitzgerald como "Guy Who Says 'Narf'". La conexión Fitzgerald / Minton a Pinky y Cerebro se muestra en el episodio "Pinky y Cerebro: La Reunión Especial". Dos personajes que se muestran como escritores de Pinky y Cerebro dentro de ese corto son caricaturas de Fitzgerald y Minton.
Mientras Ruegger inicialmente basa a Cerebro de Minton, la conexión de Welles, vino de la voz de Maurice LaMarche, un gran fan del actor/director, quien había suministrado la voz de Orson Welles en la película de Ed Wood de 1994. LaMarche declaró que al llegar a la audición para el personaje de Cerebro, vio el parecido con Welles e hizo uso de esa voz, y él era perfecto para darle el papel en el acto. LaMarche describe la voz de cerebro como "65% Orson Welles, 35% Vincent Price".
Rob Paulsen, ya había sido seleccionado para ser la voz de Pinky, puesto que ya daba la voz a Yakko Warner en Animaniacs. Paulsen, inspirándose en comedias británicas como Monty Python Flying Circus, The Goon Show, y Peter Sellers, dio a Pinky "un toque chiflado con un acento británico para el personaje".

### Productores
Al igual que con Animaniacs, Steven Spielberg fue el productor ejecutivo durante toda la serie, Tom Ruegger fue el productor sénior, Jean MacCurdy fue el ejecutivo a cargo de la producción, y Andrea Romano era el director de voz. Peter Hastings, Rusty Mills y Liz Holzman producen el espectáculo cuando se separó de Animaniacs, así como la temporada que pasó en horario estelar en el WB. Después de la primera temporada de Hastings dejó el programa y Mills asumió el cargo de productor supervisor.

### Música
Pinky y Cerebro fue conformado por un equipo de compositores talentosos, dirigidos por el compositor Richard Stone, ganador de Premio Emmy. Este equipo incluye a Steve y Julie Bernstein, quien también llevó a cabo la 40 pieza de orquesta. Las grabaciones se realizaron en el Estudio A de la Warner Bros, el mismo escenario (y con el mismo piano) en donde Carl Stalling grabó su música para Looney Tunes. El tema musical de Pinky y Cerebro fue compuesta por Richard Stone con letra de Tom Ruegger.

### Animación
El trabajo de animación en Pinky y Cerebro tuvo también el mismo caso de Animaniacs, fue mandado a realizar a diferentes estudios, tanto estadounidenses como internacionales, en el transcurso de la producción de la serie. Las empresas de animación incluyen Tokyo Movie Shinsha (ahora conocido como TMS Entertainment), StarToons,2 Wang Film Productions, Freelance Animators New Zealand, y AKOM. La mayor parte de los episodios creados fuera de Animaniacs (temporadas 2 y más allá) fueron producidos por Rough DraftStudios, Wang Film Productions y AKOM. El único episodio que fue animado por Tokyo Movie Shinsha en el spin-off era Pinky y Cerebro de Navidad.

### Humor
Como Animaniacs, gran parte del humor en Pinky y Cerebro se dirigen a un público adulto. Parodias de iconos de la cultura pop eran bastante comunes en la serie, más aún durante los episodios originales desarrollados para el prime time de The WB. Además de caricaturas políticas y actores antes mencionados, algunos episodios incluyen parodias completas como los de Animaniacs.
Como Animaniacs, hubo una frase al final de los créditos de cierre: cada capítulo contó con una palabra en inglés apropiada para el episodio con su definición. Por ejemplo, "La vuelta al mundo en 80 Narfs", donde los ratones son frustrados por intentar hablar "taxista" y terminan yendo en círculos, la palabra crédito de la mordaza era "anophelosis", definido como "estado morboso debido a la frustración extrema."

## Historia

### En Animaniacs
Pinky y Cerebro apareció por primera vez como un segmento recurrente en la serie animada Animaniacs, otro espectáculo producido por Steven Spielberg. El 3 de septiembre de 1993, Pinky y Cerebro, se estrenó en la televisión, en el episodio de "Ganar en grande", que se emitió en ABC.
El 9 de septiembre de 1995, Pinky y Cerebro se escindió en su propia serie de media hora en Kids WB!, con cada episodio consiste en uno o más segmentos, entre ellos algunos de los segmentos de Animaniacs. La primera temporada de la serie fue programado en un horario estelar desde el 10 de septiembre de 1995 al 21 de julio de 1996, como parte de la nueva línea de cadena WB, también con episodios que se repiten dentro del bloque de dibujos animados los sábados por la mañana.
A pesar de que tenían su propio programa, todavía tenían varios cortos en Animaniacs después llegaron a tener el show, ya que todavía aparecían en el intro del programa, y a menudo aparecían en cameos.

### En Pinky, Elmyra y Cerebro
Alrededor de 1997, la estructura general de la Red WB cambió, incluyendo la colocación de Jamie Kellner como jefa de programación de la Kids WB!. Junto con esto, vino la presión sobre los guionistas de la serie a retroceder en la idea de la dominación del mundo y tener que incluir más personajes de la serie. El episodio "Pinky y Cerebro ... y Larry" fue una respuesta a esta presión, tratando de mostrar las superiores que el espectáculo estaba bien como estaba y que Pinky y Cerebro trabajaron juntos como una comedia dúo (cada uno equilibrando al otro con sus defectos y caracteres personales) y una tercera (o cualquier personaje adicional en absoluto) estarían fuera de lugar e innecesaria a la trama. En este punto, Peter Hastings, un escritor clave de la serie, decidió dejar el programa por enojo y como modo de protesta, con su último guion siendo, "Usted nunca come bolitas de comida en esta ciudad, otra vez!", abordando directamente el tema de las redes que tratan de rediseñar programas que de otro modo ya funcionan. Después de la producción del episodio, la red se retractó de forzar el nuevo personaje en la serie.
Con el aumento de la presión de la cadena WB, la serie fue reestructurada el 19 de septiembre de 1998 como Pinky, Elmyra y Cerebro, en el que Pinky y Cerebro eran propiedad de Tiny Toon Adventures, con la presencia de Elmyra Duff; el cambio inusual en el formato se observó incluso sarcásticamente en el título de la canción alterada, con letras como "Es lo que la red quiere, ¿Por qué se molestan en quejarse?". La decisión no fue bien recibida por el equipo existente. Por un lado, de acuerdo a Paulsen, Spielberg había declarado que los Tiny Toons, Animaniacs y Pinky y Cerebro eran universos que debían mantenerse separados. El espectáculo duró 13 episodios, 6 de los cuales fueron mostradas conjunto y 7 que se cortaron en segmentos y salió al aire como parte de "The Cat & Birdy Warneroonie Pinky Brain Big Cartoonie Show".

### Cancelación
Después de que Pinky y Cerebro fueran cancelados por WB, el show salió al aire en Cartoon Network desde el 19 de enero de 1998 al 23 de diciembre de 2007 debido a Time Warner adquirió Turner Broadcasting, y más tarde el espectáculo regresaría a Kids WB! del 6 de enero de 2001 al 17 de mayo de 2008. Si bien el contenido de los episodios se emitió sin cambios. Más tarde en el 2016 Pinky y Cerebro es emitido por Boomerang a nivel casi mundial.

## Reparto
- Rob Paulsen como Pinky

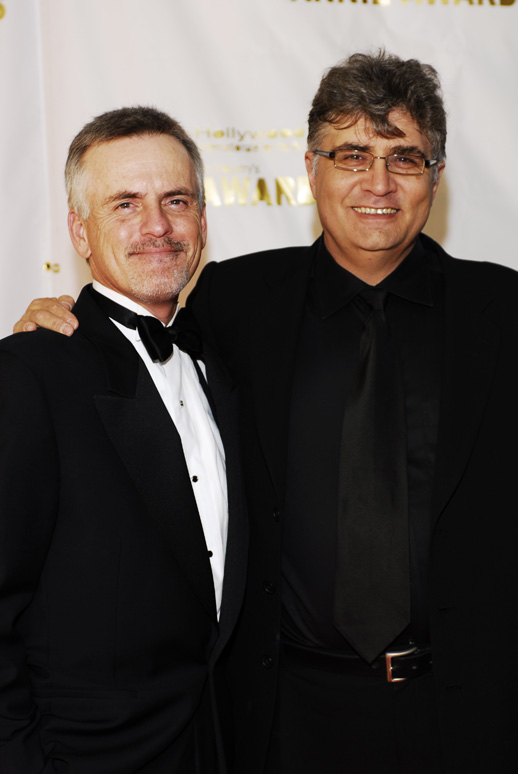
Rob Paulsen y Maurice LaMarche en los Premios Annie de 2006

- Maurice LaMarche como Cerebro (The Brain)
- Roddy McDowall como Snowball

## Recepción

### Popularidad
Pinky y Cerebro eran populares en Animaniacs, y la popularidad continuó en su propia serie. Atrajo a muchos de los mismos aficionados de Animaniacs y una gran divulgación en Internet que atrajo más. Maurice LaMarche y Rob Paulsen aparecieron en las giras de actor de voz en torno a las tiendas de la Warner Bros. Studios.

### Premios
Pinky y Cerebro ganó varios Emmy y premios Annie. En 1996, la serie ganó un premio Emmy por programa animado para el episodio "Una Navidad con Pinky y Cerebro". Paulsen ganó el premio Annie a Mejor trabajo individual de "Actuación de voz por un artista masculino en un programa de televisión animado" en 1996 y 1997, mientras que LaMarche ganó el mismo en 1998. Paulsen también ganó un premio Emmy por Intérprete Sobresaliente en un Programa Animado por su papel como Pinky posteriormente en 1999. La serie en sí ganó el Daytime Emmy por "Programa Animado Clase Especial" en 1999.
El episodio "La herencia del sibilancias", en el que Cerebro estaba sujeto a los efectos de fumar por una compañía de tabaco, ganó un Premio PRISM por su mensaje contra el tabaco.

## Videojuegos
- Pinky and the Brain: The Master Plan para GBA (solo en Europa)
- Pinky and the Brain: World Conquest para PC